# ساره كندال
سارة كيندال (ولدت في 3 أغسطس 1976)   هي فنانة كوميدية أسترالية من نيوكاسل ، نيو ساوث ويلز ، تعيش الآن في لندن.

## مسيرتها الفنية[3][4]
- فازت في مسابقة Raw Comedy في عام 1998 ، وظهرت بانتظام على التلفزيون الأسترالي ، وانتقلت إلى المملكة المتحدة في عام 2000.

- قدمت Kendall عروضاً فردية في Edinburgh Festival Fringe منذ عام 2003 ، حيث تم ترشيح عرضها لعام 2004 لجائزة Perrier. قدمت أيضًا عرضًا في مهرجان ملبورن الكوميدي منذ عام 2000.

- كان كيندال «ضيفًا خاصًا» في البرنامج الكوميدي لراديو بي بي سي 2 ، بارسونز ونايلور بول أوت أقسام. كانت جزءًا من عرض كوميدي للسيدات بالكامل يُدعى Beehive من بطولة أليس لوي وبارونكا أوشوغنيسي وكلير طومسون ، والذي تم بثه على قناة إي 4.[5]

- كانت ضيفة فكاهية للوقوف على قناة BBC Three's Russell Howard's Good News.

- منذ عام 2010 ، تولت دور ليبي ماكنزي ، وهي شخصية أسترالية تم تقديمها في السلسلة 6 من سلسلة راديو بي بي سي 4 كلير في المجتمع.

- في 23 تشرين الثاني (نوفمبر) 2012 ، ظهر كيندال في برنامج الأخبار الساخرة لراديو بي بي سي 4 The Now Show ، وفي 4 مايو 2015 ظهر في The Vote Now Show ، واحد من ستة عروض خاصة للانتخابات.

- ظهرت في بودكاست مسرح ليستر سكوير لريتشارد هيرينج. ظهرت في الحلقة الأخيرة من الموسم الأول من Motherland ، والتي تم بثها في الأصل على BBC2 ، كمربية أطفال.

## روابط خارجية
- ساره كندال على ميوزك برينز